# Xurşidbanu Natəvan
Xurşidbanu Natəvan (Şuşa, 15 agosto 1832 – Şuşa, 1º ottobre 1897) è stata una poetessa azera. È considerata una dei migliori poeti lirici dell'Azerbaigian, i cui poemi furono scritti sia in persiano che in azero. Figlia di Mehdiqulu xan Cavanşir, ultimo sovrano del khanato del Karabakh (1748-1922), Natəvan era conosciuta soprattutto per i suoi ghazal lirici.

## Biografia
Natəvan nacque il 15 agosto 1832 a Shushi, una città del Karabakh. Essendo figlia unica e discendendo da Panah Ali Khan, fu l'unica erede del khanato del Karabakh ed era conosciuta come la "figlia del khan" (in azero: xan qızı). Il suo nome Xurşid Banu (خورشیدبانو) derivava dal persiano e significava "Signora Sole". Il suo nome di penna Natəvan (ناتوان) era anch'esso persiano e significava "senza potere".

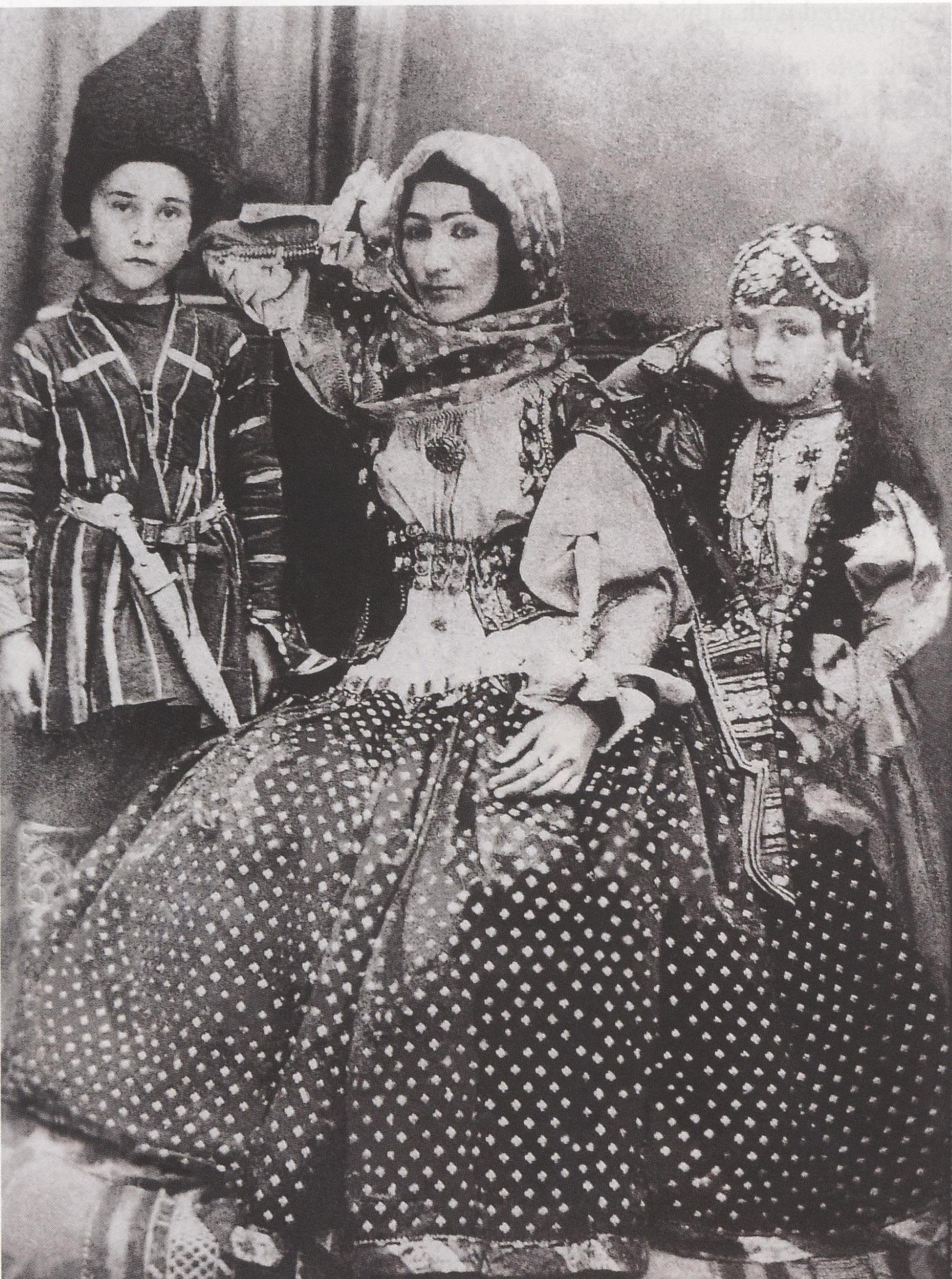
Xurşidbanu Natəvan con i suoi figli.

Dopo la morte di suo padre, Natəvan si dedicò alla filantropia, promuovendo lo sviluppo sociale e culturale del Karabakh. Tra le sue opere famose ci fu una rete idrica che fu istituita per la prima volta a Şuşa nel 1883, risolvendo così il problema idrico per i cittadini. Le sorgenti costruite da Natəvan con le famose pietre bianche Şuşa furono chiamate dai cittadini "Sorgenti di Natavan" e furono considerate monumenti storici protetti.
Natəvan fondò e sponsorizzò anche le prime società letterarie a Şuşa e in tutto l'Azerbaigian. Una di queste chiamata "Majlis-i Uns" ("Società degli Amici") divenne particolarmente popolare e concentrò le principali forze poetiche-intellettuali del Karabakh di quel tempo.
Umanesimo, gentilezza, amicizia e amore furono i temi principali dei ghazal e rubaʿi di Natəvan. Queste poesie romantiche esprimevano i sentimenti e le sofferenze di una donna che non era felice della sua vita familiare e che aveva perso suo figlio. Al giorno d'oggi molte di queste poesie sono usate nelle canzoni popolari.
Natəvan morì nel 1897 a Şuşa. In segno di rispetto, le persone portarono la sua bara sulle spalle da Şuşa ad Ağdam, circa 30 km a nord-est, dove fu sepolta in una camera sepolcrale familiare.
I suoi figli Mehdiqulu xan Xasay e Mir Hasan Ağa Mir hanno entrambi composto una raccolta di poesie in persiano.

## Monumenti dedicati a Natəvan
A Şuşa, i monumenti di epoca sovietica di Natəvan e di altri famosi azeri del Karabakh, tra cui Hacıbəyov e Bulbul, che un tempo decoravano le strade centrali della città, furono gravemente danneggiati e smantellati. Polad Bülbüloğlu, allora ministro della Cultura dell'Azerbaigian, acquistò i busti di bronzo dal cantiere georgiano di rottami e li trasportò a Baku.
Il giornalista inglese Thomas de Waal ha descritto le condizioni dei monumenti bronzei in un suo famoso libro. I monumenti sono oggi conservati in una iarda all'interno del Museo delle Arti dell'Azerbaigian a Baku.